# Yes (album)
Yes este eponimul album de debut al trupei britanice de rock progresiv cu același nume. Este considerat ca fiind unul din primele albume de rock progresiv iar componența formației pe acest album este formată din vocalistul Jon Anderson, basistul Chris Squire, chitaristul Peter Banks, claviaturistul Tony Kaye și bateristul Bill Bruford.

## Tracklist
1. "Beyond and Before" (Squire/Clive Bailey) (4:58)
2. "I See You" (Jim McGuinn/David Crosby) (6:54)
3. "Yesterday and Today" (Anderson) (2:53)
4. "Looking Around" (Anderson/Squire) (4:05)
5. "Harold Land" (Anderson/Bruford/Squire) (5:45)
6. "Every Little Thing" (Lennon/McCartney) (5:46)
7. "Sweetness" (Anderson/Clive Bailey/Squire) (4:35)
8. "Survival" (Anderson) (6:23)

## Single-uri
- "Sweetness" (1969)
- "Looking Around" (1969)

## Componență
- Jon Anderson - solist voal
- Peter Banks - chitare și voce
- Chris Squire - bas și voce
- Tony Kaye - orgă, pian
- Bill Bruford - tobe